# Karl Giebel
Karl Giebel, también como Friedrich Wilhelm Karl Giebel o Karl Friedrich Wilhelm Giebel (Darmstadt,  14 de julio de 1898 - Hannover, 5 de mayo de 1959) fue un cantante de ópera alemán con voz de barítono bajo.

## Biografía
Karl Giebel comenzó su carrera escénica en 1920 en Fráncfort del Meno, en el teatro de la ópera. En 1923 se trasladó a Hannover, donde se instaló como «Lyrischer und Kavalier - Baritone» [barítono lírico y caballero] y trabajó como miembro del Landestheater hasta 1943, interrumpido solo por apariciones como invitado en el extranjero.
En Hannover, Giebel apareció en numerosos papeles, entre otros, como «Tamerlán» en la ópera del mismo nombre de Händel, como «Pizarro» en Fidelio de Beethoven, como «Kühleborn» en la ópera mágica Undine de Lortzing.
En el estreno mundial de la ópera en miniatura Ida y vuelta de Paul Hindemith en Baden-Baden el 17 de julio de 1927, Giebel realizó el papel de profesor.
Después de que los nacionalsocialistas endurecieran el 1 de septiembre de 1935 el artículo 175 dirigido contra los homosexuales, la policía de Detmold arrestó al carpintero y prostituto Hans Burg, de 26 años y originario de Braunschweig, y a dos de sus compinches por chantaje. En el interrogatorio, Burg denunció a un total de 36 personas por homosexualidad, incluido el cantante de ópera Karl Giebel. Afirmó que tiene «una relación estable con un hombre de unos 18 años», pero que Burg «solo conocía de vista».
No se conoce que se hubiera producido una persecución de Giebel por parte de los nacionalsocialistas —en contraste con el caso del artista de cabaret Friedrich Schwarz, también denunciado por Burg—, a pesar de que Giebel era «ampliamente conocido como un homosexual.»
En 1936, el cantante de ópera aún organizaba tertulias para homosexuales en su apartamento. «Pero una vez se presentó la policía y se llevó a uno de sus invitados para ponerlo en prisión preventiva.»
En 1938 Giebel apareció como «Nürnberger Kothner» en Los maestros cantores de Núremberg de Wagner, y más tarde cantó el Rigoletto de Verdi.
Giebel siguió residiendo en Hannover después de la guerra, lugar en el que falleció en 1959 a la edad de 60 años.